# Fuego ardiente
A Fuego ardiente egy 2021-es mexikói teleregény, amelyet Martha Carrillo alkotott. A főbb szerepekben Mariana Torres, Claudia Ramírez, Carlos Ferro, José María de Tavira, Claudia Martín és Kuno Becker látható.
Mexikóban 2021. február 8-a és 2021. június 4-e között sugározta a Las Estrellas, Magyarországon még nem mutatták be.

## Cselekmény
Dante (Fernando Ciangherotti) és Irene Ferrer (Claudia Ramírez) az egyik legfontosabb és legnépszerűbb olívaolaj-gyártó cég tulajdonosai Mexikóban. Dante megtudja, hogy ALS-ben szenved, és úgy dönt, hogy újra egyesíti az egész családot, tudva, hogy hamarosan meghal úgy érzi, hogy rendbe kell tennie minden problémáját, és a családjával kell élnie addig az ideig, amíg kezdetét nem veszi egy új olívaolajt termelő család. Amikor Ferrerék újra egyesülnek, Alexa (Mariana Torres) és Gabriel (Carlos Ferro) között egy tiltott szerelem szabadul fel. Mindketten rájönnek, hogy az olívaolaj-termelés családi vállalkozása mögött a számlahamisítás illegális tevékenysége bújik meg. Alexa férje, Joaquín Ferrer az illegális üzlet vezetője (Kuno Becker), Gabriel felesége Martina Ferrer (Claudia Martín). Gabriel pedig valójában eltűnt testvérét keresi, és úgy véli, hogy Ferrerek állnak az eltűnése mögött. Nem minden Ferrer egyforma, Irene (Claudia Ramírez) nem olyan, mint a családja többi tagja, ő egy nő, aki küzd fizikai és érzelmi függetlenségéért, de szakít a hagyományokkal azzal, hogy beleszeret Fernandóba (José María de Tavira), aki egy nála fiatalabb férfi.

## Szereplők
| Színész                | Szereplő              | Magyar hang |
| ---------------------- | --------------------- | ----------- |
| Mariana Torres         | Alexa Gamba           |             |
| Claudia Ramírez        | Irene Ferrer          |             |
| Carlos Ferro           | Gabriel Montemayor    |             |
| José María de Tavira   | Fernando Alcocer      |             |
| Claudia Martín         | Martina Ferrer        |             |
| Kuno Becker            | Joaquín Ferrer        |             |
| Arturo Peniche         | Alfonso Juárez        |             |
| Laura Flores           | Laura Urquidi         |             |
| Yolanda Ventura        | Pilar Ortiz de Ferrer |             |
| Fernando Ciangherotti  | Dante Ferrer          |             |
| Luis Gatica            | Nicolás               |             |
| Jaume Mateu            | Rodrigo               |             |
| Bárbara Islas          | Araceli               |             |
| Dayren Chávez          | Cecilia               |             |
| Agustín Arana          | Abel                  |             |
| Socorro Bonilla        | Soco                  |             |
| José Elías Moreno      | Mateo atya            |             |
| Odiseo Bichir          | Heriberto             |             |
| Maya Ricote Rivero     | Katia                 |             |
| Sebastián Poza         | Adriano Ferrer        |             |
| Candela Márquez        | Tamara                |             |
| Chris Pascal           | David                 |             |
| Carlos Speitzer        | Baldomero             |             |
| Christian Ramos        | Tomás                 |             |
| Andrea Fátima          | Morales               |             |
| Luis José Sevilla      | Negrete               |             |
| Daniel Martínez Campos | Gerardo               |             |
| Jorge Caballero        | Solís                 |             |
| Luz Edith Rojas        | Caridad               |             |
| Carmen Delgado         | Marcela               |             |
| Juan Luis Arias        | Chaparro              |             |
| Medín Villatoro        | Juan                  |             |
| Said Sandoval          | Chino                 |             |
| Leo Casta              | Ramiro                |             |
| Miranda Kay            | Carmen                |             |
| Carmen Muga            | Paulina               |             |
| Lorena Álvarez         | Mercedes              |             |
| Felipe Carrera         | Hernán                |             |
| Marco Uriel            | Rubén Ferrer          |             |